# طويرف
طويرف  مدينة تونسية وبلدية تابعة لمعتمدية الطويرف، ولاية الكاف. بلغ عدد سكانها 2848 ساكن في سنة 2014 بينما يبلغ مجموع سكان بلدية الطويرف 6592.